# Thomas (East Angles)
Thomas († zwischen 652 und 654) Bischof von East Anglia. Er wurde zwischen 647 und 650 zum Bischof geweiht und trat sein Amt im selben Zeitraum an. Er starb zwischen 652 und 654.